# Inusual
Inusual es el nombre del vigésimotercer álbum de estudio de la cantante mexicana Yuri, producido por el estadounidense Scott Erickson y bajo el sello "Warner Music México", siendo la segunda producción que realiza con esta casa discográfica. 
El álbum fue publicado el 22 de junio de 2010, tuvo como primer sencillo el tema “Arrepentida” y además de lograr altas ventas en México y Chile, supuso el regreso de Yuri a Centro y Sudamérica tras largos años de ausencia.

## Antecedentes
Tras presentarse en cinco oportunidades en el Auditorio Nacional de México, con llenos totales, congregando más de 12 mil personas en cada concierto y convirtiéndose así en la solista femenina que más fechas ha llenado en un solo año en este recinto tras Belinda y Fey, se preparó para grabar el disco número 23 de su carrera, para ello la disquera le propone trabajar con el productor y músico norteamericano, Scott Erickson, quien ha tenido a su cargo las bandas sonoras de varias series de televisión y películas de Disney como 102 dálmatas, Peter Pan y Mulan entre otras y producido discos para estrellas como Barbra Streisand, Christina Aguilera, Barry Manilow, Pybo Brison, Mijares y Alexander Acha.

## Producción y repertorio
Bajo la producción de Scott Erickson, quien además figura como pianista, productor vocal, programador, arreglista y voz en los coros del álbum, “Inusual” se graba en los estudios “Honky Tonk” de México D.F., bajo el sello “Warner Music México”. El disco se graba en solo 6 días, lo que según comentó Yuri en varias entrevistas le generó depresión y llanto ante las grandes exigencias vocales de los temas, siendo éste y Mi tributo al festival los dos álbumes que más le ha costado grabar, según ella misma confiesa.
Era el primer disco de Yuri, en mucho tiempo, con un número considerable de temas inéditos, ya que después de “Enamorada” en 2002, la mexicana sólo había grabado discos de covers, álbumes recopilatorios en vivo u otros con versiones y algunos pocos temas inéditos como en el CD “Mi hijita linda”.
Para el repertorio, de 13 tracks en total, se escogieron temas que lograran un disco equilibrado, predominantemente de balada pop, pero con algunos temas rítmicos que siempre han estado presentes en la discografía de Yuri desde sus inicios.
Alex Zepada realiza la producción de dos canciones y quién hizo la adaptación al español de las mismas: "Por ti" y "Eres todo para mí". También se incluye la canción "Ya para qué" (“Pallanadhu Pallanadhu”), tema interpretado por el hindú Pali Vijay y perteneciente a la corriente “Bollywood”. Estos tres temas manejan inequívocamente los códigos, instrumentos y arreglos propios de esta tendencia, que mezcla el pop occidental y la música tradicional de la India y coreográficamente es acompañado del llamado “Belly dance”.
Otros temas incluidos en esta producción corrieron a cargo de Mariano Maldonado y Salvador Rizo quién, este último, ha realizado varios temas para “Ha*Ash”; de Mauricio Abaroa y Samo, integrante de la exitosa agrupación “Camila”.
Uno de los experimentos curiosos que se hicieron en este álbum fue grabar famosos temas “gruperos” y llevarlos a la balada pop. Los elegidos fueron” Aire” de Intocable, “Pero te vas a arrepentir” de Marco Antonio Solís y “Si tú te vas” de Los Temerarios, tres clásicos de la música popular mexicana que mediante los arreglos pop fueron revestidos de una forma completamente distinta.
A estos 3 temas se unieron 2 covers de la conocida cantante argentina Valeria Lynch, de la década de los 80's y un tema para muchos desconocido pero que anteriormente grabara Myriam, cantante salida del “reality” mexicano La academia, bajo el título de “Cuando tú lo deseas”.

## Promoción
El sencillo escogido por la disquera para arrancar la promoción de “Inusual”  fue "Arrepentida", una power-ballad, de la autoría de Samo, integrante de la agrupación “Camila” y que fue estrenada semanas antes a la publicación del álbum. El tema se posicionó en el primer lugar de iTunes, al momento de su salida.   
Además se hizo un vídeo del sencillo, en el cual participó como modelo el actor argentino radicado en México, Sebastián Rulli, luego de que el cubano William Levy rechazara la invitación, alegando que no quería seguir siendo relacionado con el mundo del modelaje sino con la actuación. Posteriormente el galán aceptaría servir como modelo en el vídeo de "I´m into you" de la cantante Jennifer López, desatando así una controversia en la prensa mexicana.
El 22 de junio de 2010 sale a la venta “Inusual”, el álbum debuta en el puesto 8 del listado AMPROFON en México y a menos de una semana certifica disco de oro por más de 30 mil copias vendidas. El disco también debuta en el primer lugar de ventas de la cadena "Mixup", la más importante del país azteca y se mantiene durante 18 semanas en el TOP 100 de los discos más vendidos en México para terminar colocado en el puesto 72 en la lista anual publicada por “AMPROFON”, de los 100 discos más vendidos en México para ese año. Así mismo recibe críticas muy positivas por parte de los periodistas del mundo del espectáculo en México.
Yuri se presenta en diversos programas de la cadena Televisa para promocionar su álbum, apareciendo en importantes espacios como “Es de noche y ya llegué”, “Netas divinas”, “Hoy”, “MoJoe” y “Noticiero Televisa”, así como los Premios Telehit. La cantante ratifica su look de cabello corto y moderno y elige el látex como material de casi todos los trajes que utiliza en los shows, muchos de los cuales trae directamente de Alemania, desde pantalones y chaquetas hasta minifaldas y trajes largos, lo que unido a llamativos accesorios, le dan un look vanguardista para la promoción del disco.    
En mayo de 2011 y a casi un año de la publicación del álbum, la disquera lanza como segundo sencillo oficial, “Estoy cansada”, otra power-ballad, escrita por Mariano Maldonado, y seleccionada por una consulta vía “twitter” que realizara la cantante. Se graba un vídeo del tema, que en opinión de la artista podía considerarse la segunda parte de su éxito de los 90's, “Detrás de mi ventana” y en el que aparece nuevamente con su look de látex y cabello corto.
El 3 y 4 de junio de 2011, Yuri abre dos nuevas fechas en el Auditorio Nacional de México, presentando su nuevo espectáculo “Inusual”. De nuevo con llenos totales, la cantante hace gala de un despliegue escenográfico, técnico y coreográfico, que recibe las mejores críticas de los periodistas del mundo del espectáculo. Más de 12 cambios de vestuario para ella y sus bailarines, pantallas “lead”, pirotecnia, coreografías y espectaculares vídeos pregrabados, serían parte del show que disfrutarían las casi 25 mil personas que asistieron al “Coloso de Reforma” y que sellarían el final del trabajo de promoción de “Inusual”.

## Acogida
Pese a que el álbum no tuvo mayor difusión radial en México, obtiene altas ventas desde las primeras semanas de su salida y revienta en algunos países de centro y Suramérica. El primero de ellos es Chile donde el sencillo "Arrepentida" se posiciona en los primeros lugares de popularidad en la radio, lo que lleva a Yuri a presentar su espectáculo en el Teatro Caupolicán de Santiago de Chile el 1 de agosto de 2010 con lleno total. La prensa y muchos empresarios chilenos estuvieron presentes en el show y ante los buenos comentarios de su presentación, surge la invitación para formar parte del cartel de artistas internacionales presentes en el Festival de Viña del Mar en su edición de 2011.
En septiembre de 2010 recibe la invitación para grabar el tema de un nuevo ciclo de la famosa serie Mujeres asesinas, titulado "Con las manos atadas" y escrito igualmente por Samo de "Camila". De igual forma su popularidad en Chile hace que la requieran para grabar "Por el amor de un hombre", original del chileno Juan Andrés Ossandon, y que sirvió como tema central de la telenovela Infiltradas transmitida por Chilevisión. De ambas canciones se graba un vídeo que es utilizado en la apertura de los 2 programas de televisión. 
Finalmente en febrero de 2011 se concreta su participación en el Festival de Viña del Mar al que no asistía desde 1995, año en el cual conoce a su actual esposo, Rodrigo Espinoza; esto sellaría el final de 16 años de ausencia en este importante evento. Yuri había asistido por primera vez al Viña en 1984, donde se había convertido en la primera mexicana en ganar una “Antorcha de plata”, había regresado en 1991 donde se haría acreedora de dos “Gaviotas de plata” y el título de reina del festival, y finamente en 1995. Durante el lanzamiento de su álbum Enamorada había visitado el país sureño, presentándose en algunos programas de televisión y promocionando el disco, del cual se escuchó fuertemente en la radio chilena, el sencillo “Baile caliente”.
Yuri asiste al “Viña” asumiendo una triple función: en calidad de jurado, co- presentadora de algunos programas especiales y como estrella internacional para cerrar la primera noche del festival. Allí presenta parte del show que ofreciera en el “Auditorio Nacional” de México en 2009 y es galardonada con “Antorcha de plata y oro” y “Gaviota de plata”, por el temido monstruo de la “Quinta Vergara” que la ovaciona durante largos minutos en varios momentos del show. En este espectáculo comparte escenario con artistas como Roberto Carlos y Carlos Baute, entre otros y realiza otras presentaciones en casinos y teatros de Chile.
Ante la buena acogida de “Inusual” en Chile, la disquera decide editar el álbum en algunos países de Centro y Sudamérica, entre ellos Costa Rica, Ecuador, Colombia y Venezuela, lo que marcaría el regreso de Yuri al mercado discográfico en estas naciones, luego de largos años de ausencia. De inmediato, este acercamiento genera la invitación para presentar su show en Costa Rica y Colombia, en este último realizó una gira en julio que la llevó a presentarse en el “Royal Center” de Bogotá, el “Centro de Convenciones Alférez Real” de Cali y la “Plaza de Toros La Macarena” de Medellín, acabando con 6 años de ausencia en este país.
hasta la fecha este álbum de yuri s considera uno de los más exitosos tras muchos a;os de ausencia en muchos países del mundo en total el álbum se estima que ha vendido un poco más de un millón de copias

## Lista de canciones
| Pista | Título                              | Autor(es)                                          | Duración |
| ----- | ----------------------------------- | -------------------------------------------------- | -------- |
| 01    | Arrepentida                         | Samo/Rafael Esparza                                | 4:11     |
| 02    | Aire                                | Josué Contreras/Johnny Lee Rosas                   | 3:54     |
| 03    | Como una loba                       | Carlos Rodríguez/Héctor Sotelo                     | 3:49     |
| 04    | Por ti (The game of love)           | Papaconstantinou, Marcus Englof, Adap. Alex Zepeda | 2:59     |
| 05    | Estoy cansada                       | Mariano Maldonado                                  | 4:08     |
| 06    | Pero te vas a arrepentir            | Marco Antonio Solís                                | 4:01     |
| 07    | Si no estás aquí                    | Mariano Maldonado/Salvador Rizo                    | 3:56     |
| 08    | Ya para qué (Pallanadhu Pallanadhu) | Pa Vijay/Vidya Sagar/Adap. Salvador Rizo           | 4:12     |
| 09    | Pero no te olvido                   | Mariano Maldonado                                  | 4:08     |
| 10    | El amor de mi vida                  | Mauricio Abaroa                                    | 3:58     |
| 11    | Tu eres para mí (Ipopta vlemeta)    | Sofia Berntson, Adap. Alex Zepeda                  | 3:53     |
| 12    | Si tú te vas                        | Adolfo Angel                                       | 3:25     |
| 13    | Fuera de mi vida                    | Norberto Gurbich/ Juan J. Novaira                  | 4:14     |